# Hood River (Columbia River)
Der Hood River ist ein etwa 25 km langer Fluss im Hood River County im US-Bundesstaat Oregon.
Er entwässert den Nordbereich des Mount Hood und mündet in der Nähe der Stadt Hood River (Oregon) in den Columbia River.
Der Hood River entsteht durch die Vereinigung der beiden Quellflüsse East Fork Hood River und West Fork Hood River.
Wenige Kilometer oberhalb mündet der Middle Fork Hood River in den East Fork Hood River.
Der kleine Fluss wurde von Lewis und Clark am 29. Oktober 1805 entdeckt und zunächst „Labeasche River“ benannt (nach dem Expeditionsteilnehmer Francis Labiche).
Der East Fork Hood River hat eine Länge von 24 km und entspringt am Newton-Clark-Gletscher des Mount Hood. Fast die komplette Flussstrecke ist als National Wild and Scenic River ausgezeichnet.
Der Middle Fork Hood River hat eine Länge von 16 km und entsteht unterhalb von Coe- und Eliot-Gletscher. 6 km seiner Strecke sind als National Wild and Scenic River geschützt.
Der West Fork Hood River hat eine Länge von 24 km und entsteht am Ladd-Gletscher.